# Socorro (Texas)
Socorro è un comune (city) degli Stati Uniti d'America della contea di El Paso nello Stato del Texas. La popolazione era di 32.013 abitanti al censimento del 2010.

## Geografia fisica
Socorro è situata a 31°38′29″N 106°16′29″W (31.641340, −106.274756).
Secondo lo United States Census Bureau, la città ha una superficie totale di 57,13 km², dei quali 57,07 km² di territorio e 0,06 km² di acque interne (0,1% del totale).

## Società

### Evoluzione demografica
Secondo il censimento del 2010, la popolazione era di 32.013 abitanti.

### Etnie e minoranze straniere
Secondo il censimento del 2010, la composizione etnica della città era formata dal 94,29% di bianchi, lo 0,24% di afroamericani, l'1,64% di nativi americani, lo 0,12% di asiatici, lo 0,01% di oceanici, il 2,94% di altre razze, e lo 0,76% di due o più etnie. Ispanici o latinos di qualunque razza erano il 96,72% della popolazione.